# Bábel János

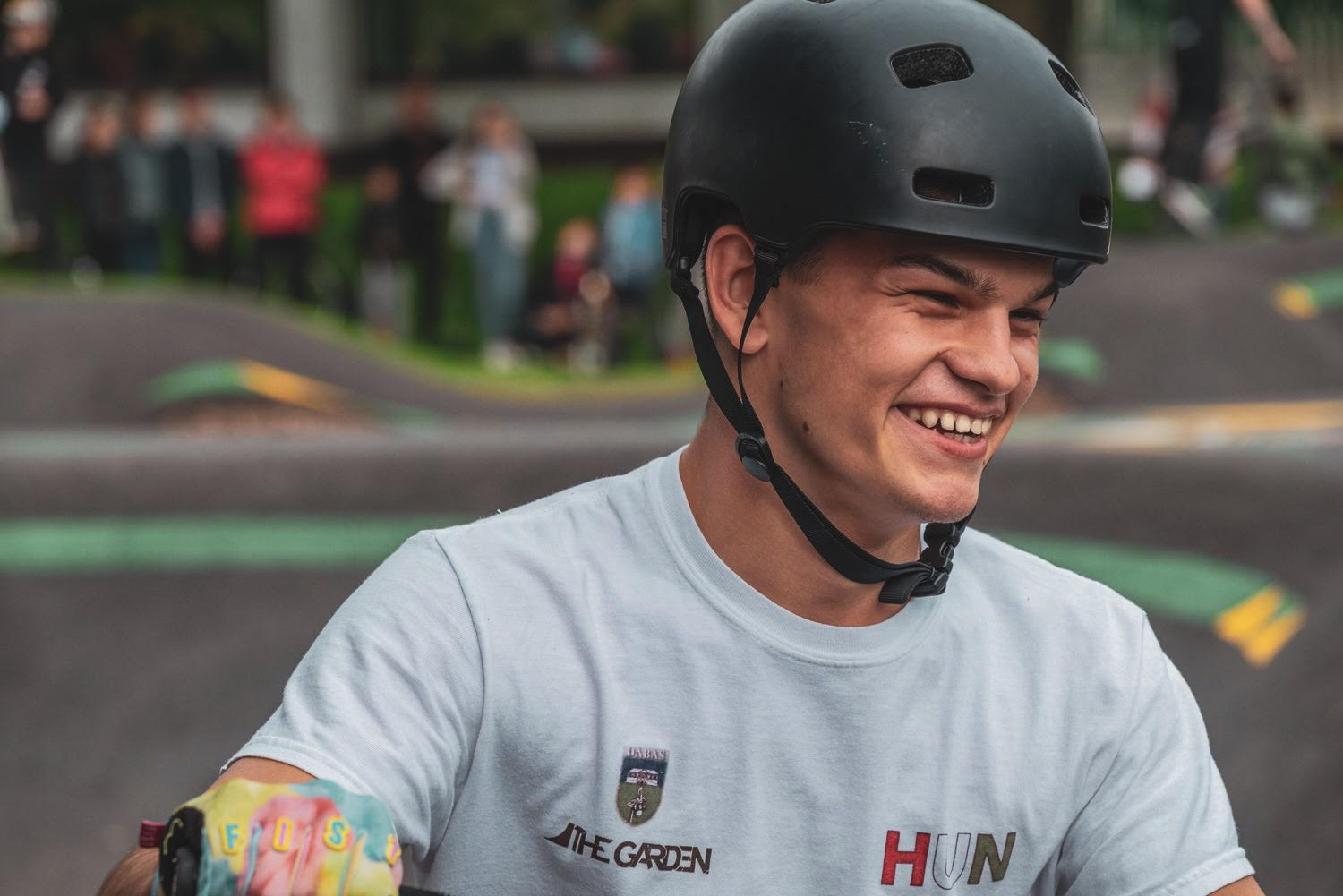
Bábel János BMX rider

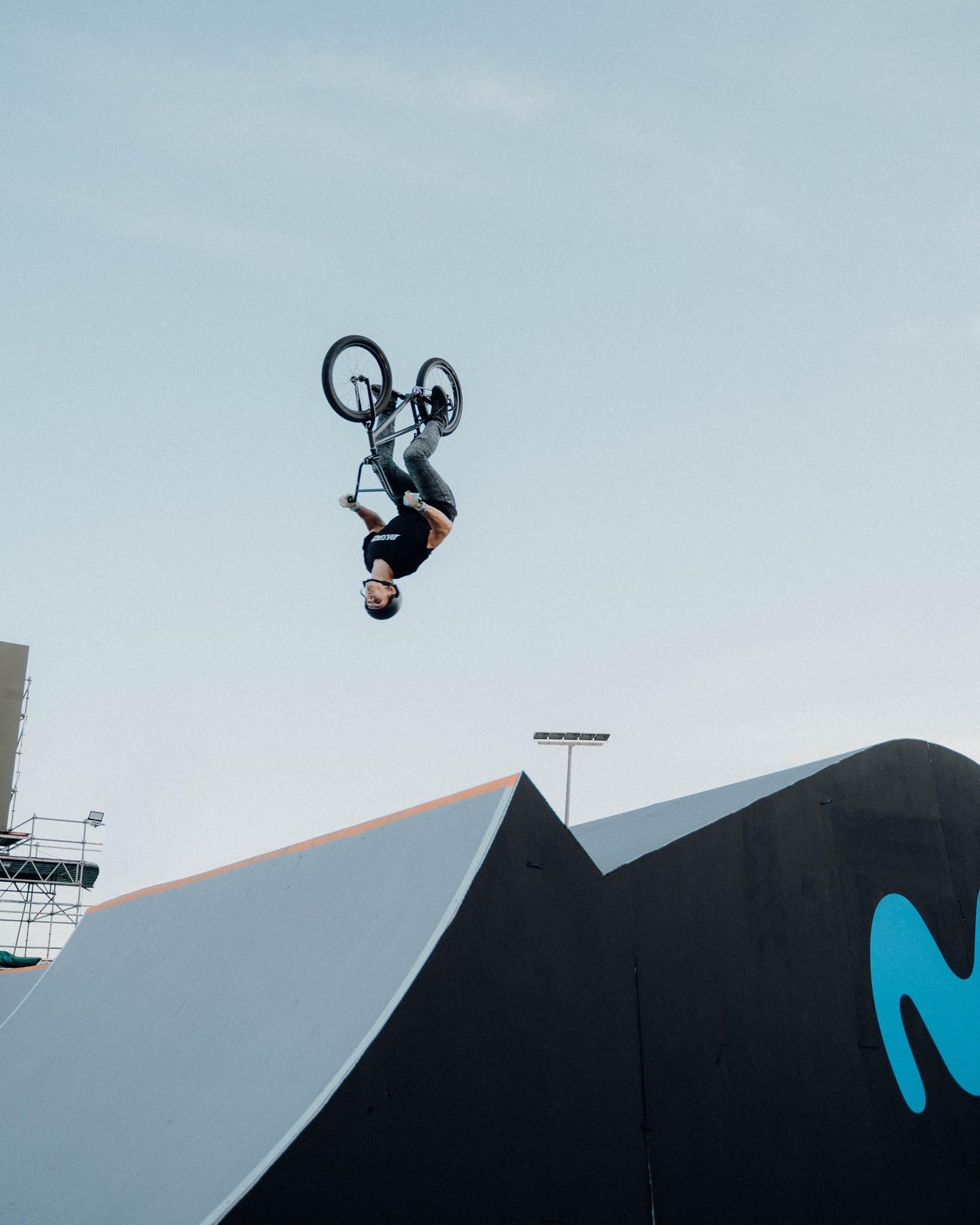
Bábel János BMX versenyző Barcelonában

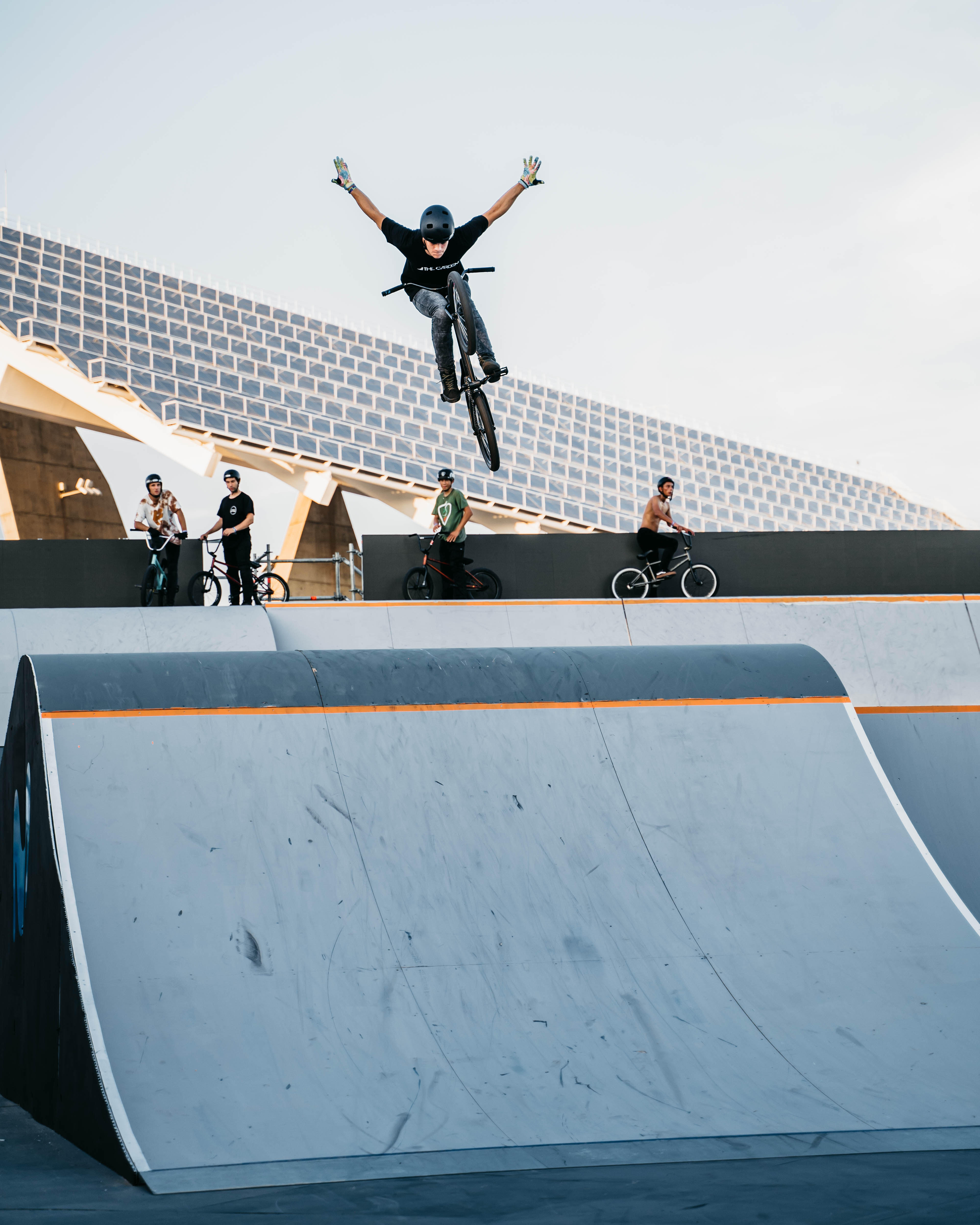
Bábel János BMX versenyző Barcelonában

Bábel János (Budapest, 2004. október 9.) 2022 tavaszán elkezdte profi Freestyle BMX-es karrierjét.

## Karrierje[1]
2021-ben még amatőr kategóriában versenyzett, 2022-ben már fellépet a profik közé, ami sokkal komolyabb felkészülést és edzést kíván, mind fizikai állóképesség növelés, mind a mentális felkészülés szempontjából.
Janinak sikerült egy erős középmezőnybe végeznie átlagosan a profik között, ami azért nagy szó, mivel Jani idén indult először profi kategóriában, ahol már az Olimpiai kijutásra gyűjtik a versenyzők a pontokat. Sikeresen teljesített Horvátországban, Csehországban, Franciaországban és végül Spanyolországban is, és képviselhette hazánkat, és szállt szembe a világ legjobb BMX Freestyle versenyzőivel. Továbbá sikerült olimpiai pontokat is gyűjtenie.

## Céljai[1]
18 évesen, első profi versenyeivel és sok tapasztalatszerzéssel a háta mögött elkezdte a téli felkészülést. Új és nehezebb trükköket sajátít el és erőnléti edzésekkel készül fel a 2023-as évi verseny szezonra.
Jani saját sportkarrierje mellett rendszeresen időt fordít az utánpótlást nevelésre is a dabasi pályán. Szeretettel edzi és tanítja a kisebbeket. Egy nagyon jó közösséget épített fel.
Ő szervezi a BMX versenyeket Dabason és az extrém sportnapot is, mindkettő esemény sikeres az egész országban, ugyanis sokan látogatnak el Dabasra.

## Eredmények[3]

### Magyarországi eredmények
| Év   | Verseny                         | Város           | Hely | Kategória |
| ---- | ------------------------------- | --------------- | ---- | --------- |
| 2018 | Magyar Országos Bajnokság       | Békéscsaba      | 1    | Junior    |
| 2018 | Bajnokság                       | Szlovákia       | 3    | Junior    |
| 2019 | Magyar Országos Bajnokság       | Nyíregyháza     | 1    | Amatőr    |
| 2021 | Pannonia Challenge              | Horvátország    | 1    | Amatőr    |
| 2022 | Magyar Országos Bajnokság       | Hajdúböszörmény | 9    | Profi     |
| 2023 | Magyar kupa futam 1. forduló C1 | Hajdúböszörmény | 9    | Profi     |
| 2023 | Magyar Országos Bajnokság       | Hajdúböszörmény | 9    | Profi     |
| 2023 | Magyar kupa futam 2. forduló C1 | Hajdúböszörmény | 8    | Profi     |
| 2023 | Magyar kupa futam 3. forduló C1 | Debrecen        | 10   | Profi     |
| 2024 | Magyar kupa futam 1. forduló C1 | Debrecen        | 9    | Profi     |
| 2024 | Magyar Országos Bajnokság       | Miskolc         | 6    | Profi     |

### Nemzetközi eredmények
| Év   | Verseny                         | Induló | Helyezés | Kategória |
| 2022 | Horvátország /Eszék             | 30     | 24       | profi     |
| 2022 | Csehország /Brumov-Bylince      | 29     | 18       | profi     |
| 2022 | Franciaország/ Thonos-les-Bains | 23     | 19       | profi     |
| 2022 | Spanyolország/ Barcelona        | 39     | 27       | profi     |
| 2023 | Horvátország /Eszék             | 24     | 17       | profi     |
| 2023 | Csehország /Brumov-Bylince      | 19     | 10       | profi     |
| 2023 | Brüsszel                        | 75     | 65       | profi     |
| 2024 | Horvátország /Eszék             | 41     | 17       | profi     |
| 2024 | Csehország /Brumov-Bylince      | 15     | 6        | profi     |
| 2024 | Lettország                      | 20     | 9        | profi     |

## Kitüntetések[1]
- 2021. Az Év sportolója BMX sportágban – Dabas
- 2022. Az Év sportolója BMX sportágban – Dabas
- 2023. Az Év sportolója BMX sportágban – Dabas
- 2024. Az Év sportolója BMX sportágban – Dabas[15]